# Ancylopsetta cycloidea
Ancylopsetta cycloidea är en fiskart som beskrevs av Tyler, 1959. Ancylopsetta cycloidea ingår i släktet Ancylopsetta och familjen Paralichthyidae. IUCN kategoriserar arten globalt som livskraftig. Inga underarter finns listade i Catalogue of Life.